# الرمز كوربوريشن
الرمز كوربوريشن هي شركة مساهمة عامة مقرها الإمارات العربية المتحدة وتُعنى بخدمات الصيرفة البنكية والاستثمارات، تأسست عام 1998 في أبو ظبي. وتقدم الرمز خدمات إدارة الأصول وتمويل الشركات والوساطة في أسواق المال والتداول بالهامش وصناعة السوق وتوفير السيولة وإدارة الاكتتابات والأبحاث.

## التاريخ
تأسست شركة الرمز كوربوريشن للاستثمار والتطوير ش.م.ع في عام 1998 في الإمارات العربية المتحدة كشركة وساطة. وهي شركة مساهمة عامة مدرجة في سوق دبي المالي وتخضع لرقابة هيئة الأوراق المالية والسلع في الإمارات العربية المتحدة وسلطة دبي للخدمات المالية. وأصبحت الرمز فيما بعد شركة وساطة رائدة ومن بين أفضل خمسة شركات بعد تأسيس سوق أبوظبي للأوراق المالية وسوق دبي المالي. كما حصلت الرمز على رخصة التداول بالهامش في عام 2012 من قبل هيئة الأوراق المالية والسلع الإماراتية.
وفي عام 2016 ، نفذت الرمز بنجاح أول استحواذ عكسي في دولة الإمارات العربية المتحدة على كيان مدرج في السوق المالي وأصبحت شركة مساهمة عامة مدرجة ومتداولة في سوق دبي المالي برأس مال مصدر ومصرح به قدره 550 مليون درهم إماراتي. وفي عام 2019 ، تم تعيين الرمز كابيتال، وهي شركة تابعة لشركة الرمز كوربوريشن، كمزود للسيولة لشركة أسمنت رأس الخيمة المدرجة في سوق أبوظبي للاوراق المالية (ADX). في وقت لاحق، عيّن بنك الشارقة أيضًا الرمز كابيتال كمزود للسيولة. وقد وسعت شركة الرمز أنشطتها في صناعة السوق في ناسداك دبي في عام 2020 لتطوير منتجاتها في صناعة السوق والسيولة. وفي يناير 2020 ، استحوذت الرمز على أعمال صناعة السوق لشركة شعاع كابيتال مقابل مبلغ لم يفصح عنه.

## الجوائز
- 2010: حصلت على جائزة أفضل وسيط من حيث التنفيذ في الشرق الأوسط من وورلد فاينانس.[7]

- 2018: نالت على جائزة أفضل صانع سوق من بانكر ميدل إيست.[8]